# Skrajna Piarżysta Przełęcz
Skrajna Piarżysta Przełęcz (niem. Südwestliches Smrečiner Joch, słow. Smrečinské sedlo, Temnosmrečinské sedlo, węg. Délnyugati-Szmrecsini-hágó) – przełęcz położona w bocznej grani Tatr Wysokich, tzw. głównej grani odnogi Krywania pomiędzy Koprowym Wierchem (Kôprovský štít) a Piarżystymi Czubami. Znajduje się na wysokości 2230 m. Dawniej nazywana była Zachodnią Przełęczą pod Cubryną. 
Przełęcz znajduje się w miejscu, w którym prawie poziomy odcinek grani Piarżystych Czub przechodzi w ostro wznoszący się stok Koprowego Wierchu. Jest to najszersza i najłatwiej dostępna przełęcz w całej grani łączącej Cubrynę z Koprowym Wierchem. Mimo iż przełęcz jest łatwo dostępna z Doliny Hińczowej, nigdy nie była popularnym przejściem łączącym tę dolinę z sąsiadującą z nią Doliną Ciemnosmreczyńską. 

## Taternictwo
Pierwsze odnotowane przejście: Władysław Kleczyński, Klimek Bachleda około 1894 r. Drogi wspinaczkowe:
1. Od Skrajnej Piarżystej Przełęczy na Koprowy Wierch; III w skali tatrzańskiej, czas przejścia 1 godz. 30 min
2. Z Doliny Hińczowej, od południowego wschodu; 0, od szlaku 50 min
3. Z Doliny Piarżystej; I, od wejścia w ścianę 30 min[3].

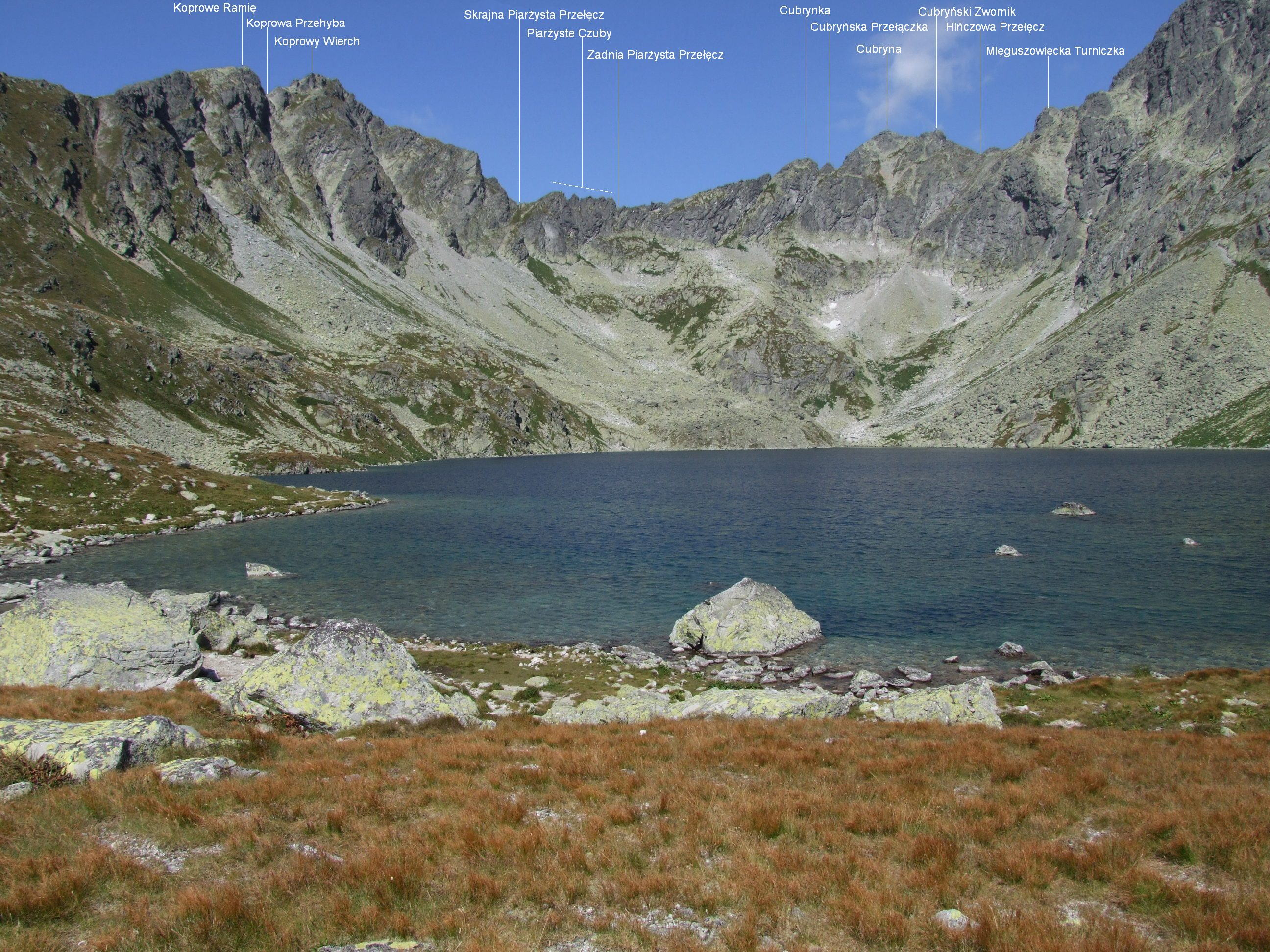
Widok z Doliny Hińczowej
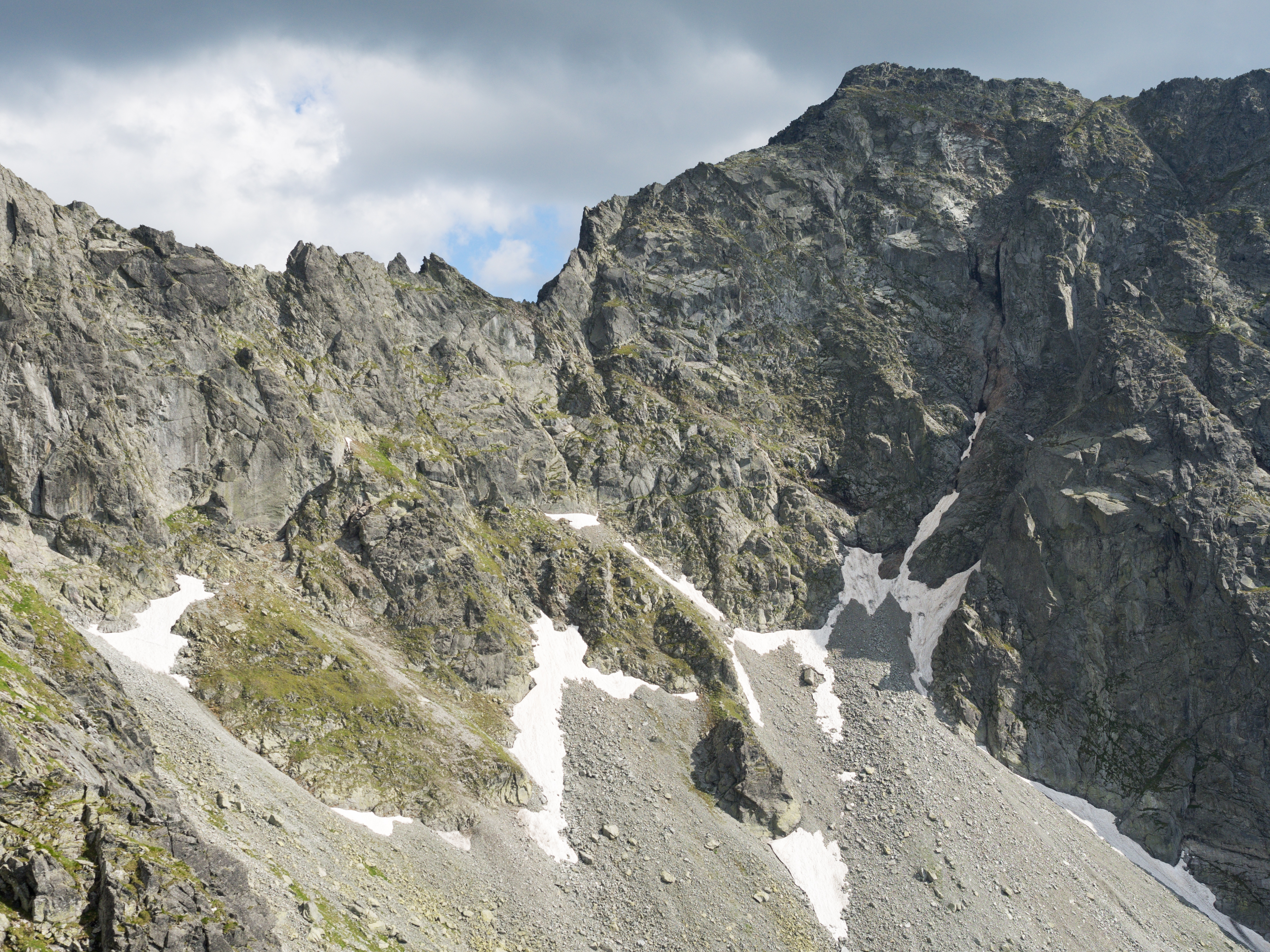
Widok z Ciemnosmreczyńskiej Turni